# Успенская церковь (Кондопога)
Храм Успе́ния Пресвято́й Богоро́дицы (Успе́нская церковь) — утраченный православный храм в городе Кондопога в Карелии, памятник Прионежской школы русского деревянного зодчества, объект культурного наследия федерального значения. Сгорел в августе 2018 года.
Располагался в исторической части города (бывшее село Кондопога), на берегу Кондопожской губы Онежского озера на мысе, вдающемся в Чупа-губу.

## История

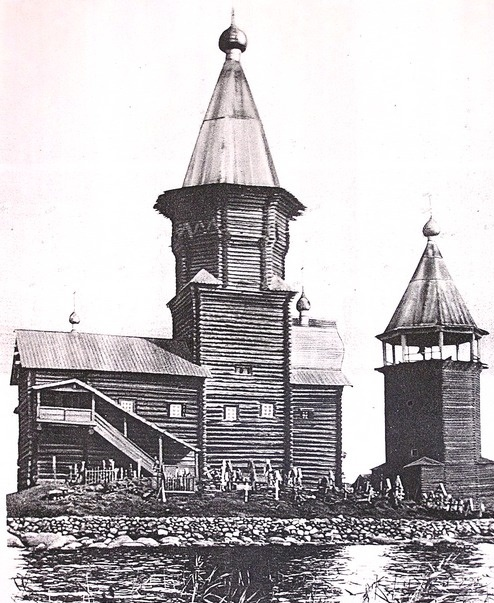
Успенская церковь и колокольня в начале XX века

Первое упоминание об Успенском храме на этом историческом церковном месте относится к 1563 году. Последний деревянный храм — четвёртый, был построен в 1774 году — уже на закате деревянного зодчества. Принадлежит к местной прионежской школе шатрового зодчества, которой присущи характерные особенности: фронтонный пояс на восьмерике и расширение центрального столпа к верху.

В Кондопожском приходе, на Петровско-Повенецком почтовом тракте деревянная церковь Успения Богородицы, шатровая, одноглавая, построенная в 1774 году. Над алтарем крыша овальная, над папертью — на два ската. Вход в паперть с двух сторон — северной и южной, по крыльцам 18 ступеней. Длина —12 саженей, ширина — 5 саженей, олтарь 11/2 с[ажени]. ЦГИА, ф.789. оп.7. д.8

По Декрету от 23 января 1918 года «Об отделении церкви от государства» и инструкции 1920 года Наркомюста и отдела по делам музеев «по его применению», все церковное имущество «переходило в заведование отдела по делам музеев, охраны памятников искусства и старины Наркомпроса».
В августе 1926 года храм осмотрела Онежская экспедиция под руководством И. Э. Грабаря, в которой участвовали архитектор П. Д. Барановский, реставратор Г. О. Чириков, Н. Н. Померанцев и фотограф А. В. Лядов.
В 1930 году в Успенском храме прекратились богослужения. Последнего настоятеля, отца Ионна Лядинского, расстреляли в 1937 году. Летом 1960 года решением Совета Министров РСФСР храм поставлен на государственную охрану. Была филиалом Кондопожского городского краеведческого музея. В 2000-е годы во время православных праздников в храме богослужения проводились, в основном в летнее время.

## Архитектура
Шатровый деревянный храм. Основной объём — два восьмерика с повалом, поставленные на четверик, с прямоугольным алтарным прирубом и двумя висячими крыльцами.
Высота церкви — 42 метра, была самым высоким деревянным сооружением в Карелии. Высота шатра и сруба башни, двух восьмериков и четверика, а также высота четверика и его ширина находились в отношении примерно 1:2.

Нет ей равных среди деревянных шатровых церквей, хотя и нет коренных отличий от них. Удивительная и единственная в своем роде, эта церковь — лебединая песня народного зодчества, пропетая с такой глубокой силой, что после неё любой звук кажется и слабее, и немощнее.
— академик, доктор архитектуры А. В. Ополовников
Церковь не перестраивали, однако реставрировали в 1927, в 1950-х и в 1999 годах.

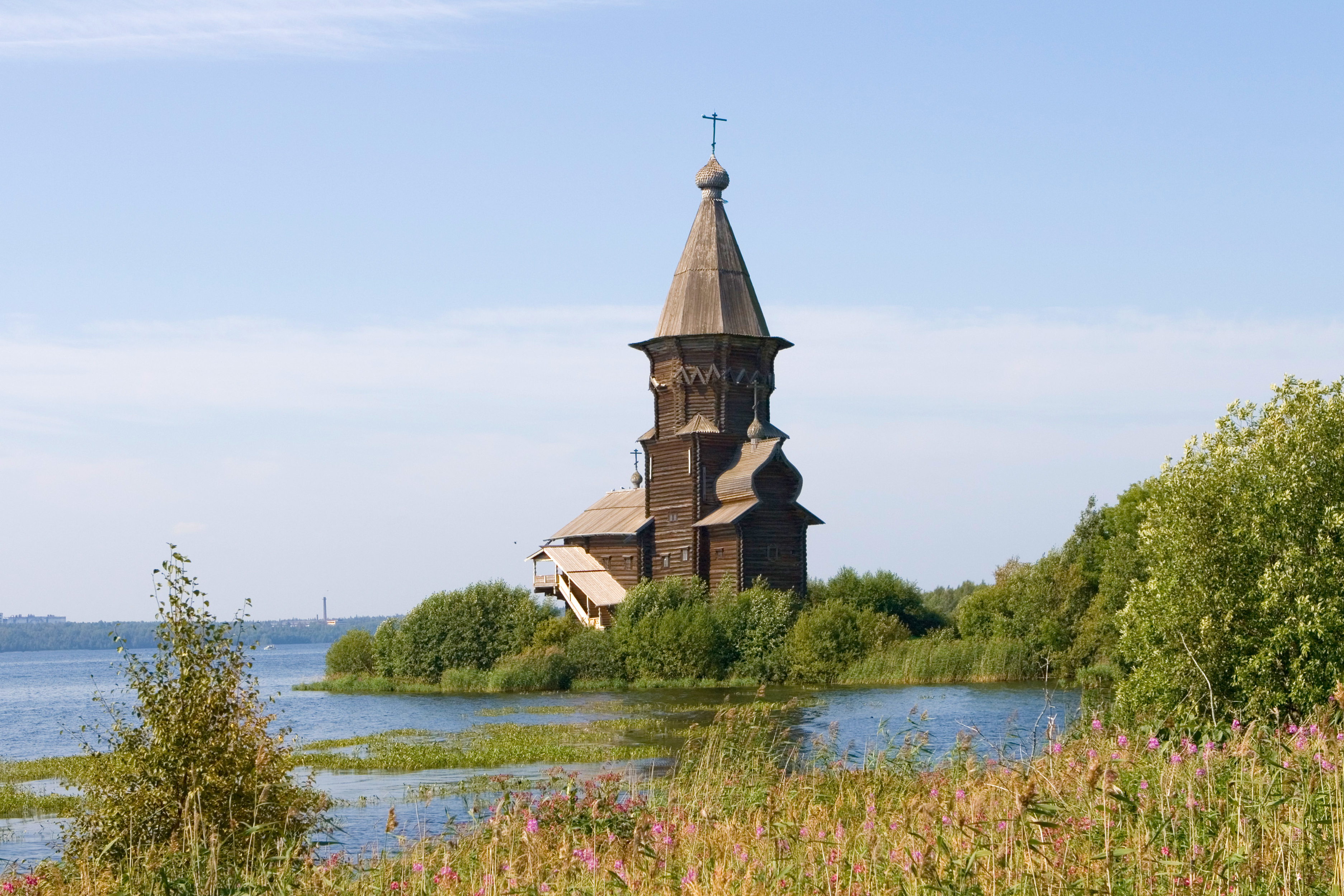
Церковь в 2007 году
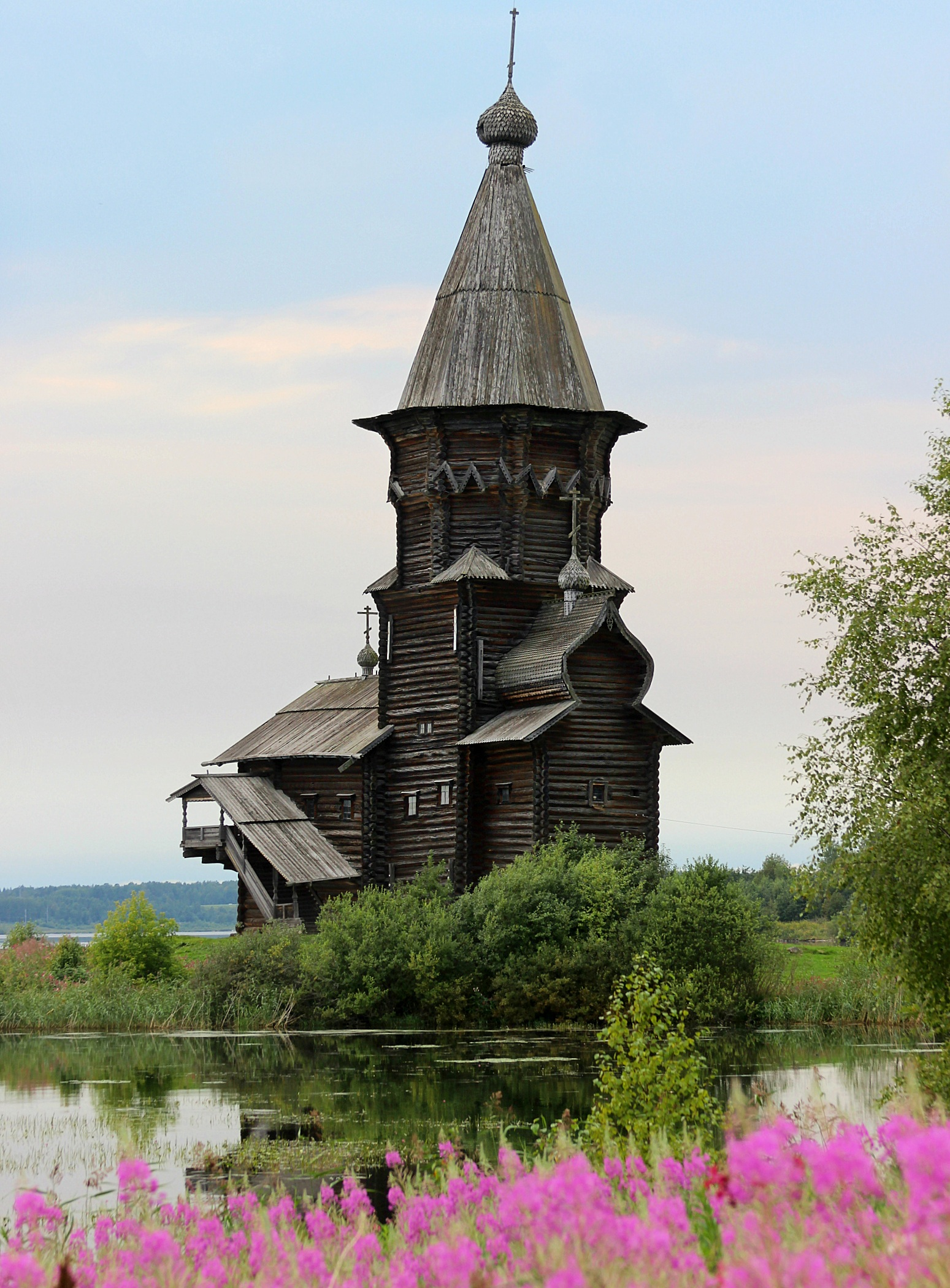
Общий вид
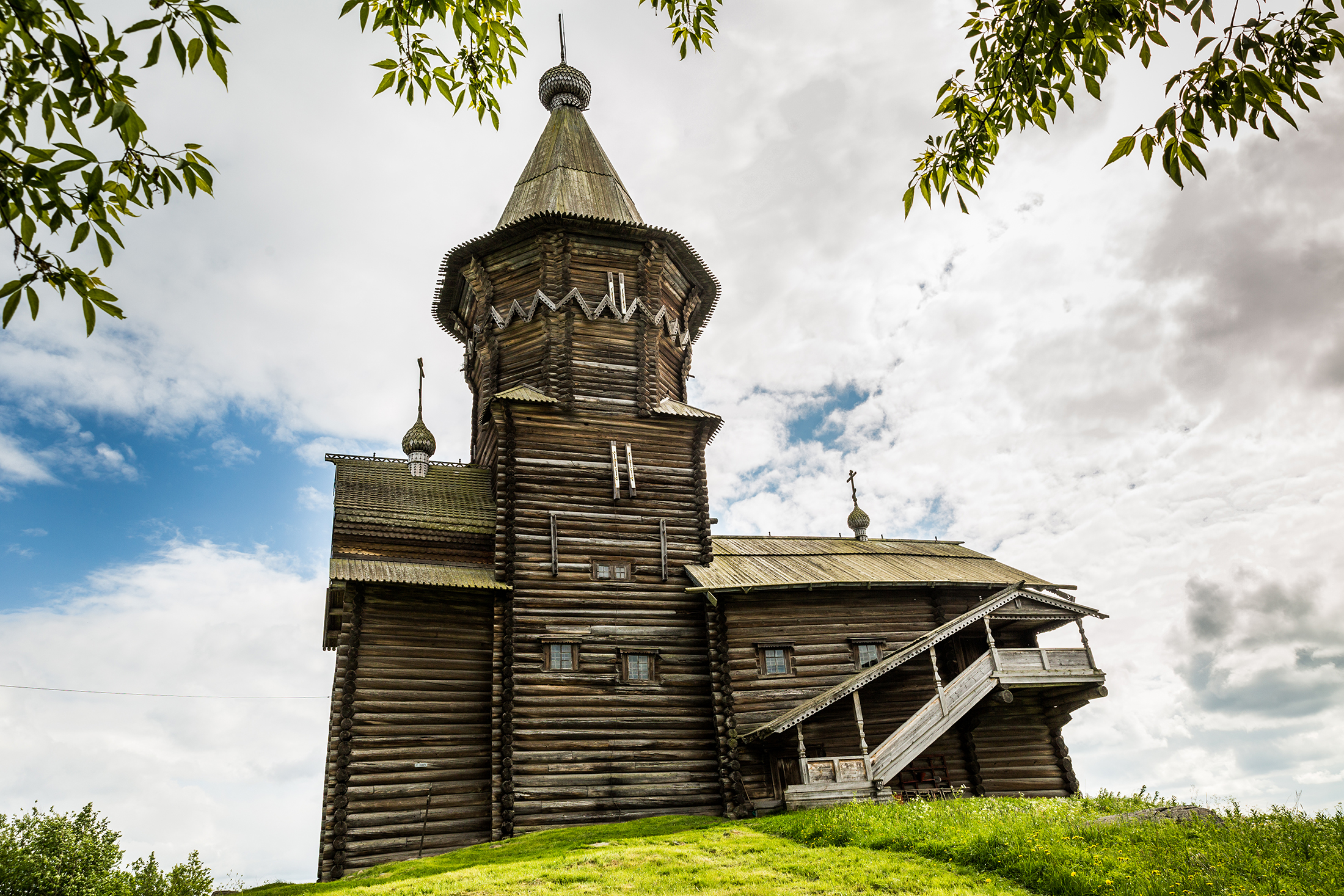
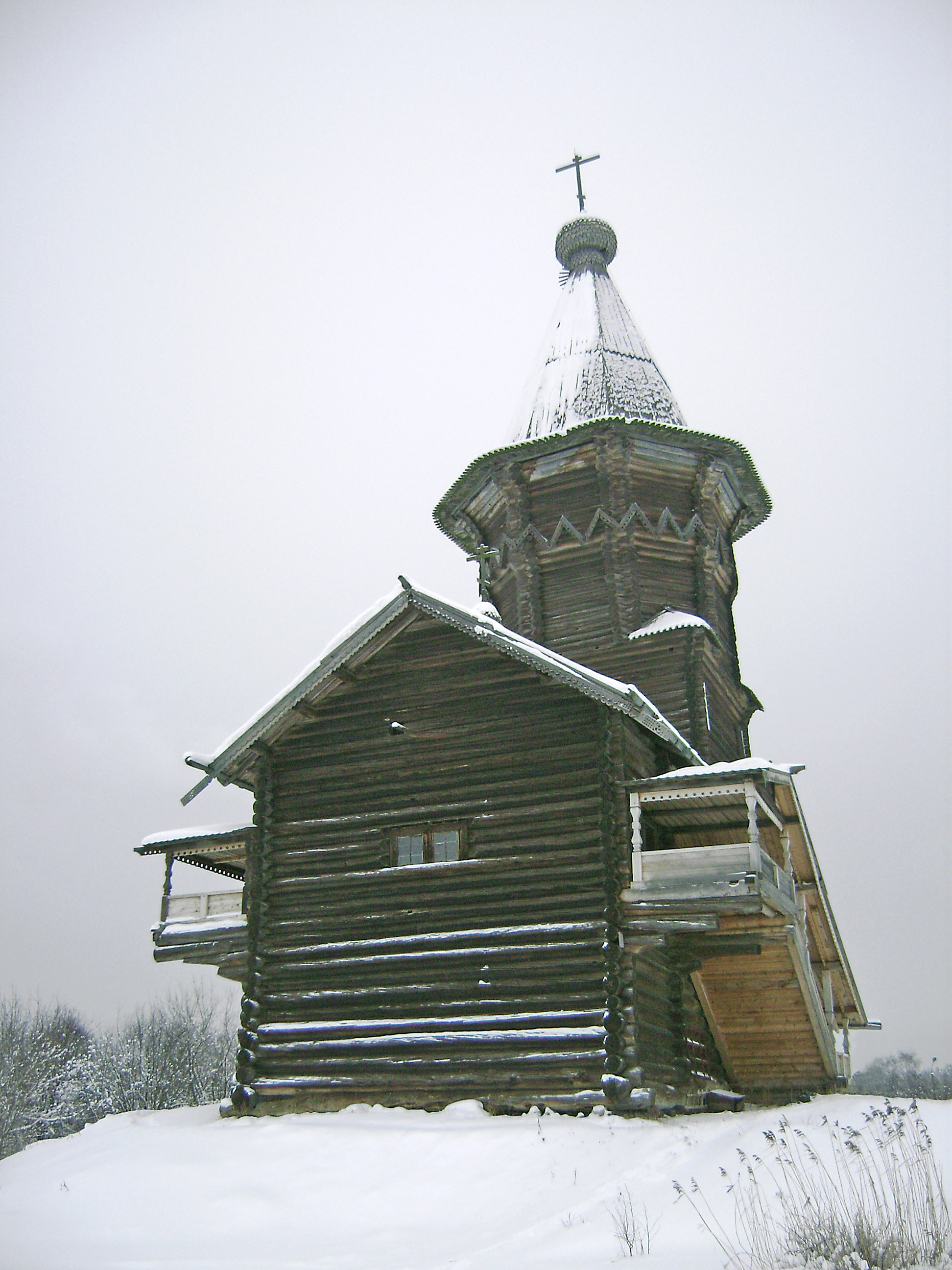
Церковь зимой. Вид со стороны озера
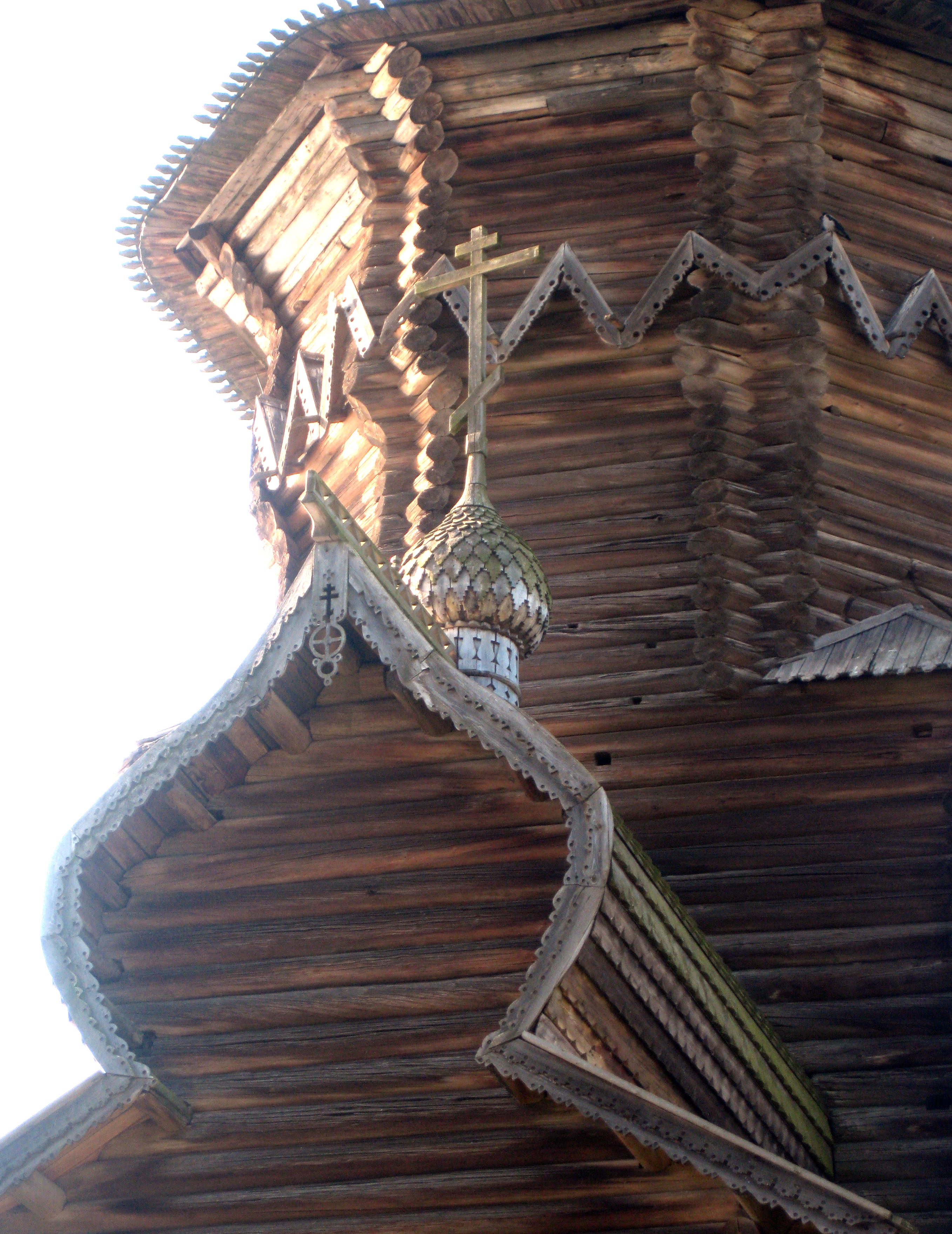
Купол на фасаде церкви
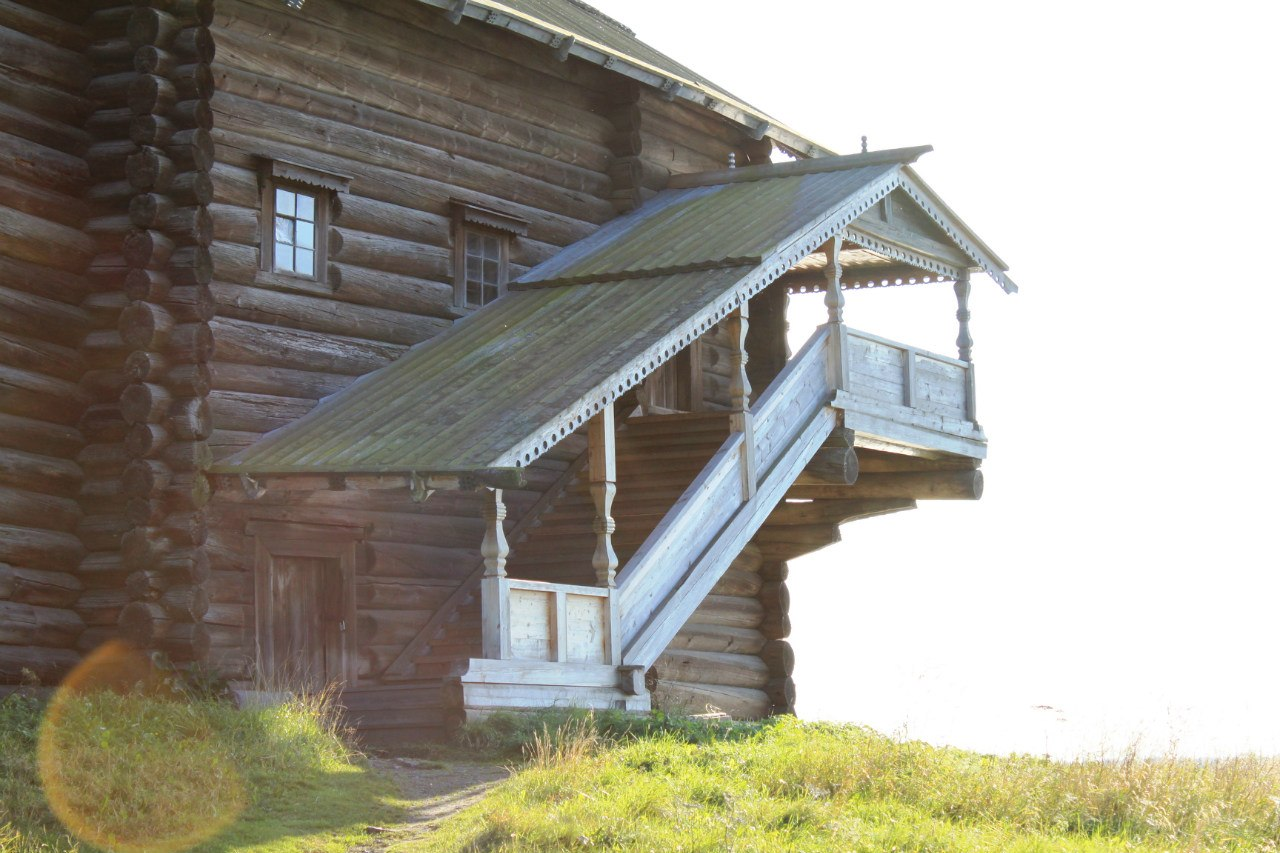
Лестница церкви
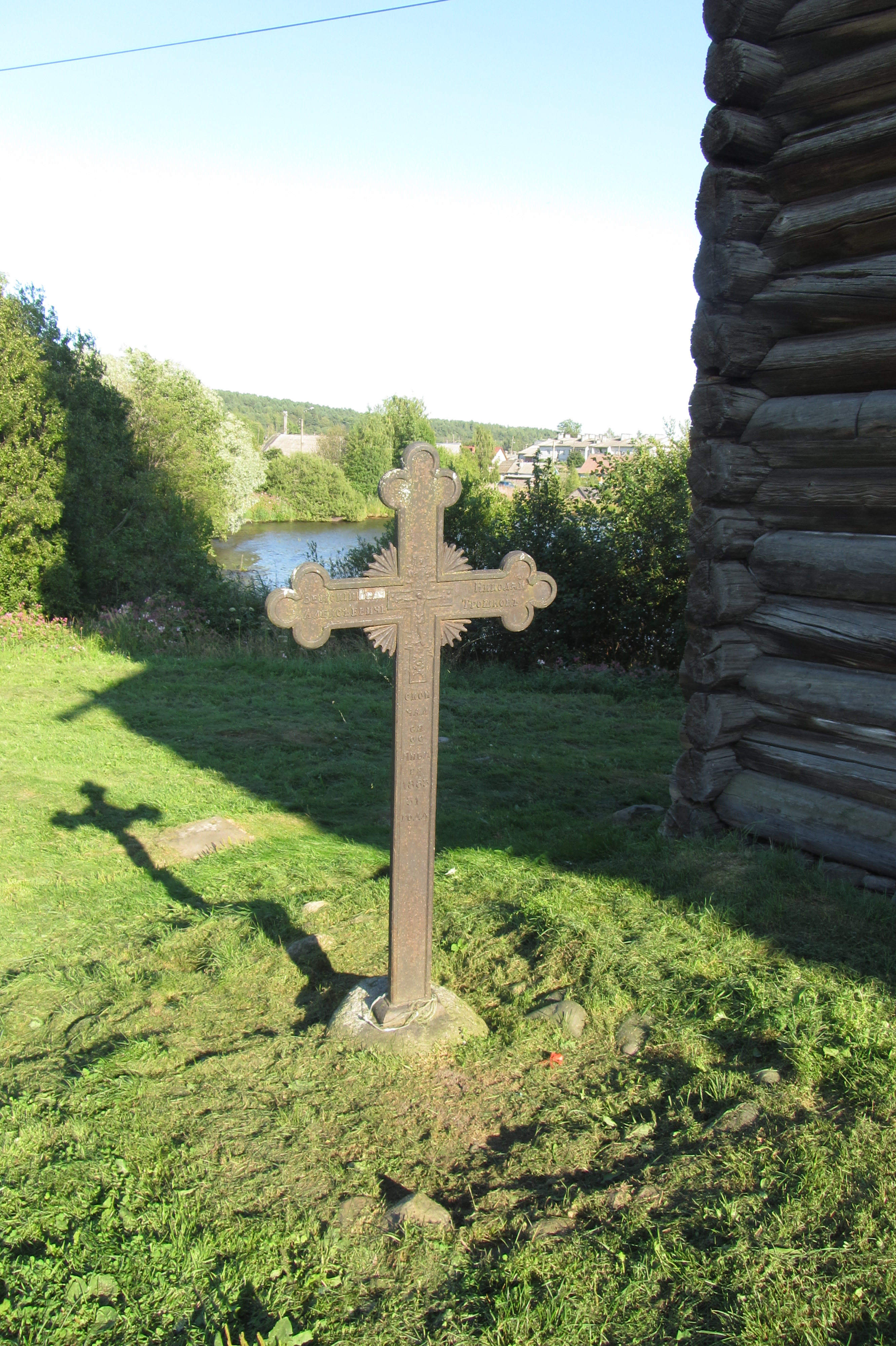
Крест на могиле лекаря

### Внутреннее убранство
До пожара 2018 года в церкви сохранялся иконостас в стиле барокко и иконописный потолок-небо. Небо кондопожской церкви Успения — единственный образец композиции «Божественная литургия» в действующей церкви. В центральном медальоне неба — образ «Христос Великий Архиерей».Непосредственно вокруг Христа, на рамке центрального кольца, и на 16 гранях, херувимы с серафимами и ангелы в дьяконском облачении с литургическими атрибутами в руках, движущиеся по кругу с запада на восток.

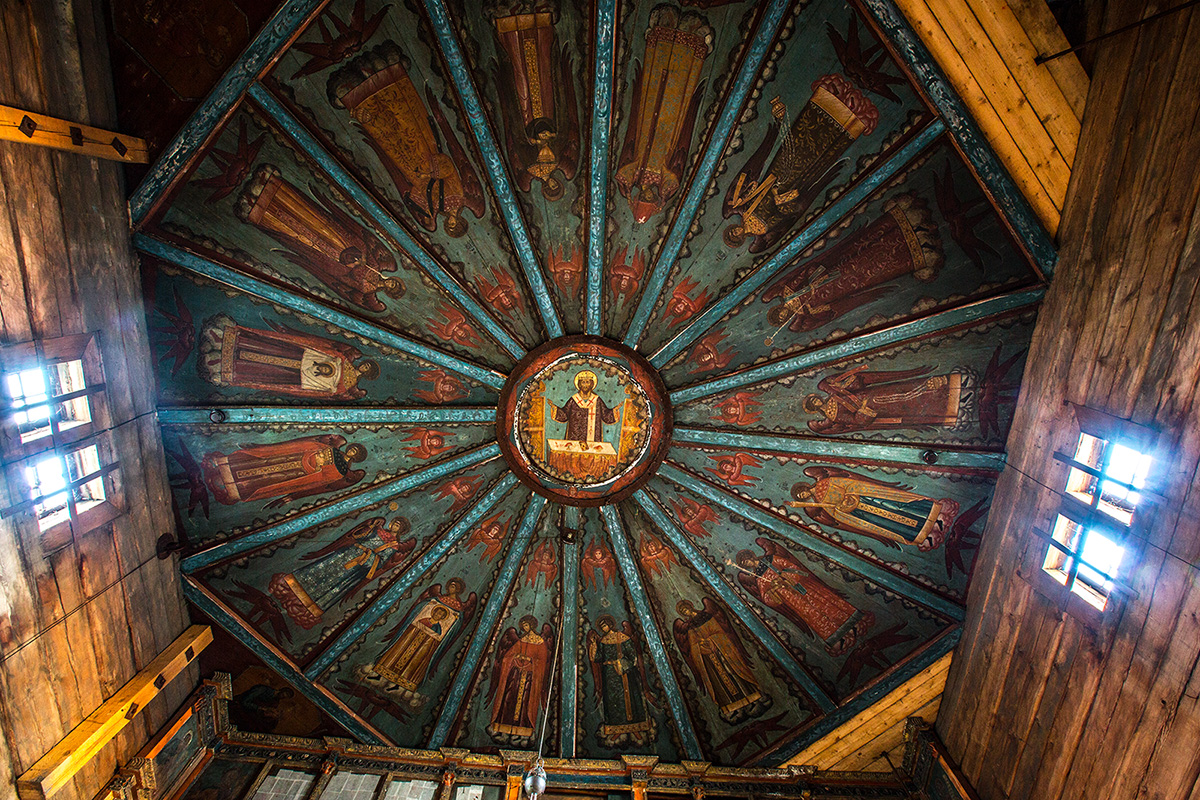
Небесная литургия
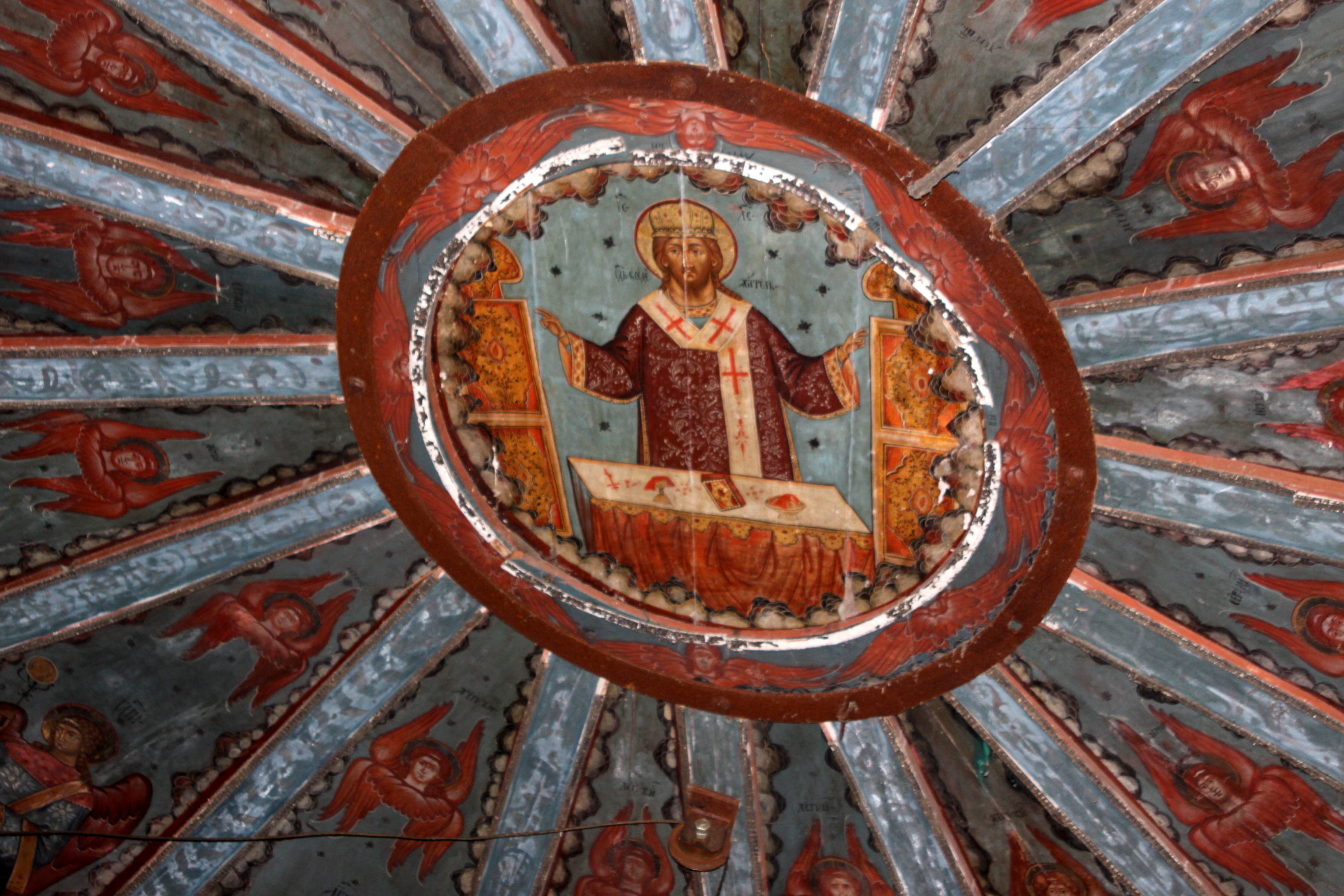
Христос Великий Архиерей. Центральный медальон неба
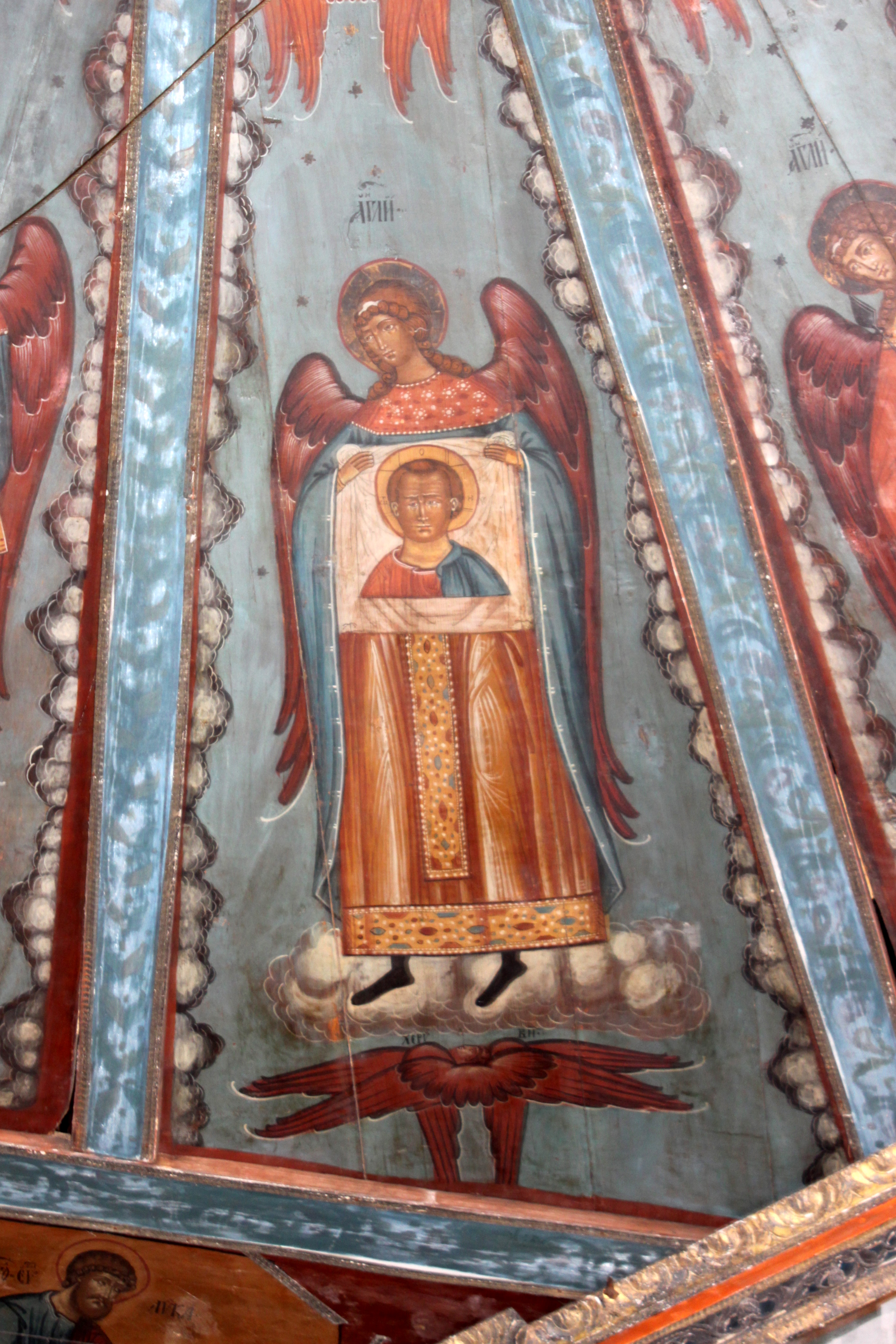
Ангел
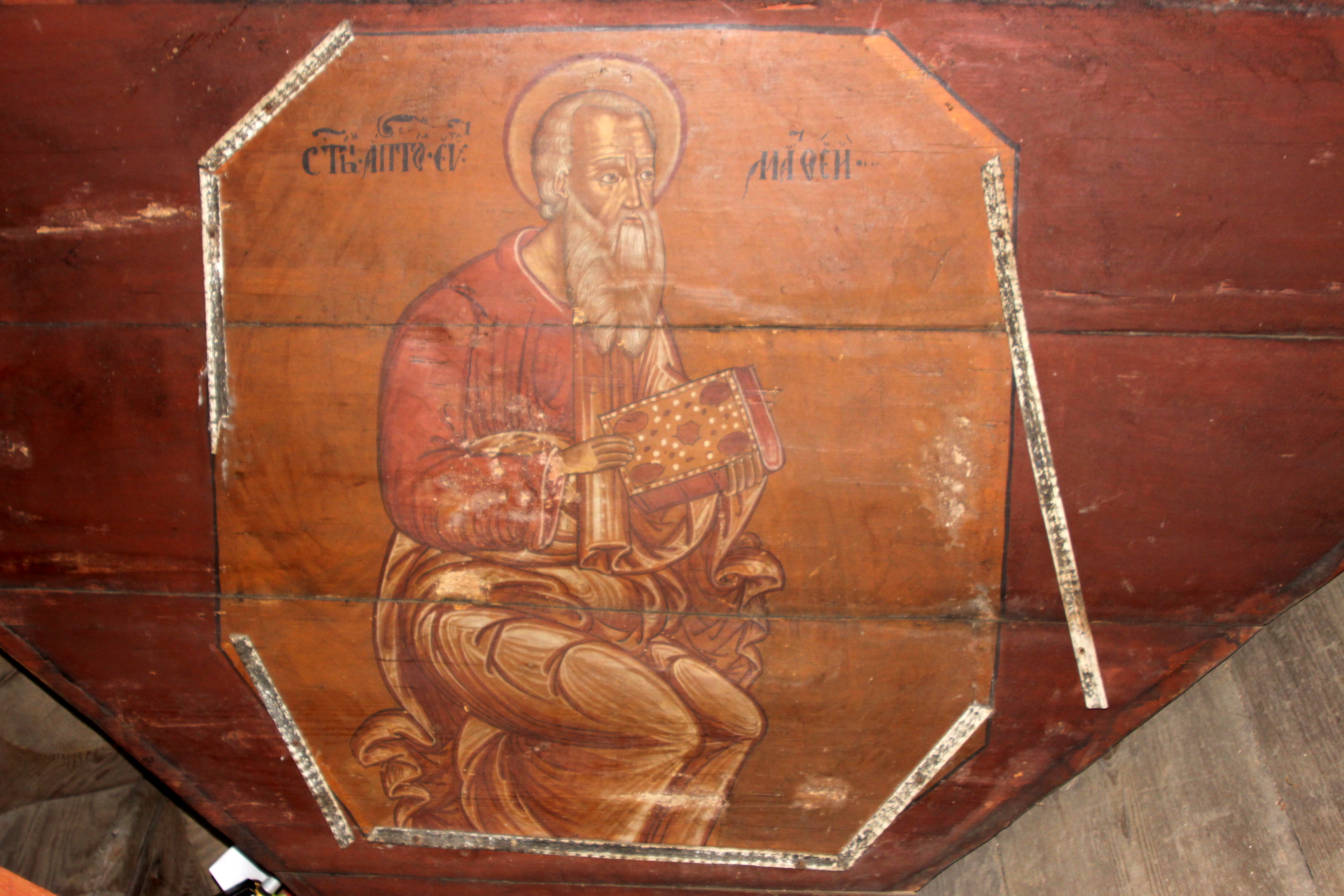
Угловая грань (парус) с изображением евангелиста Матфея
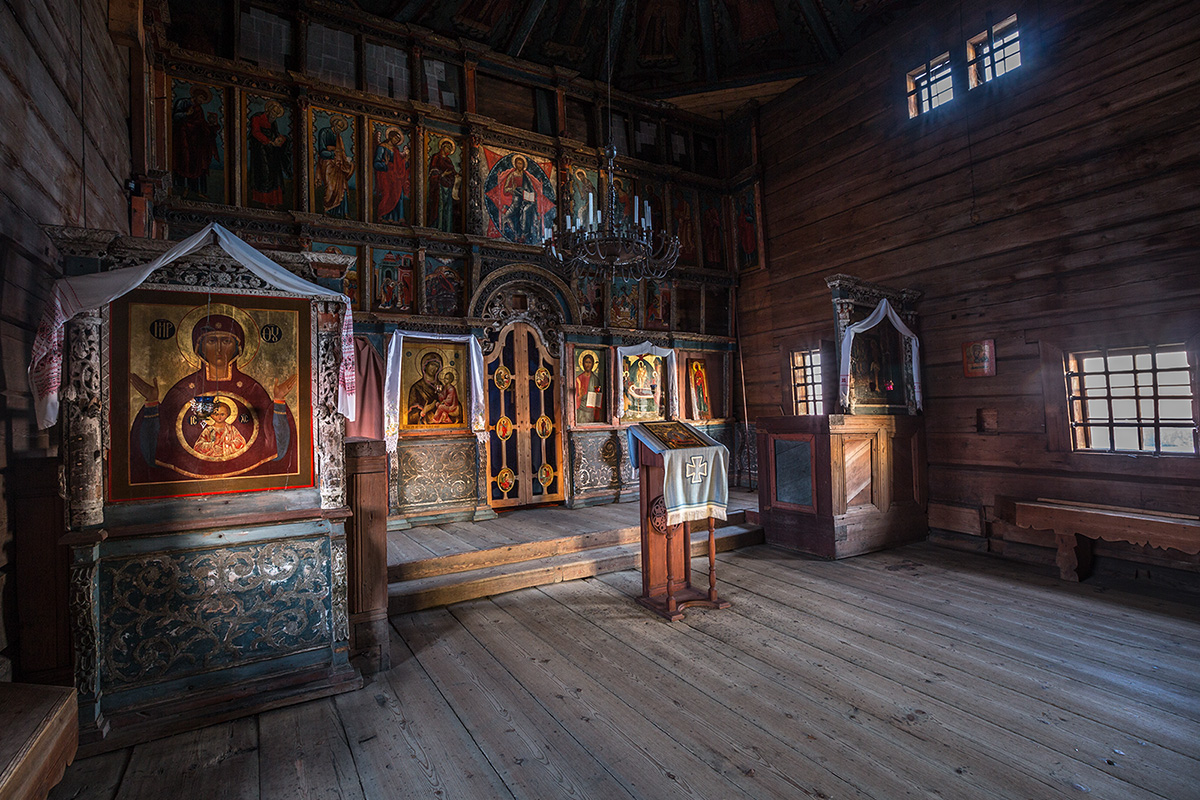
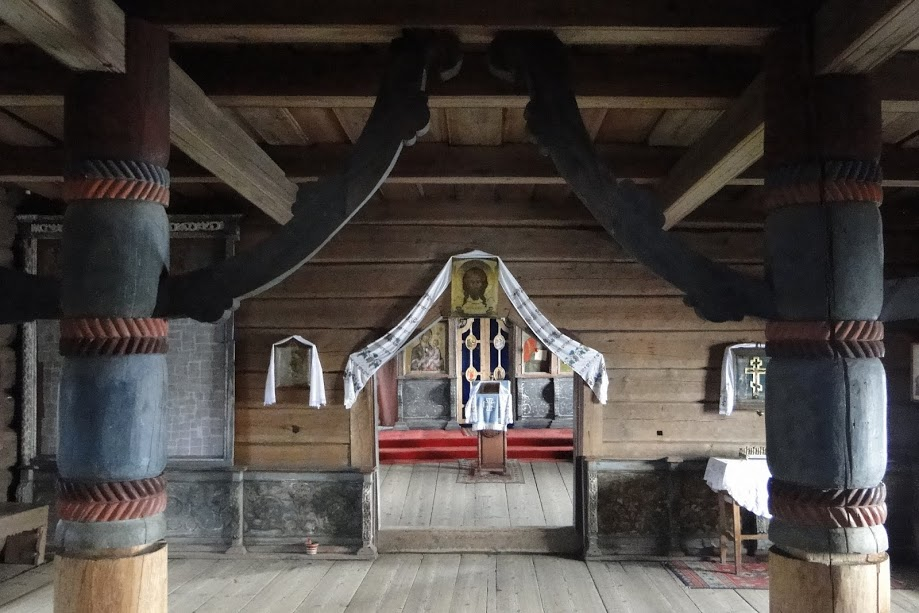
Алтарь
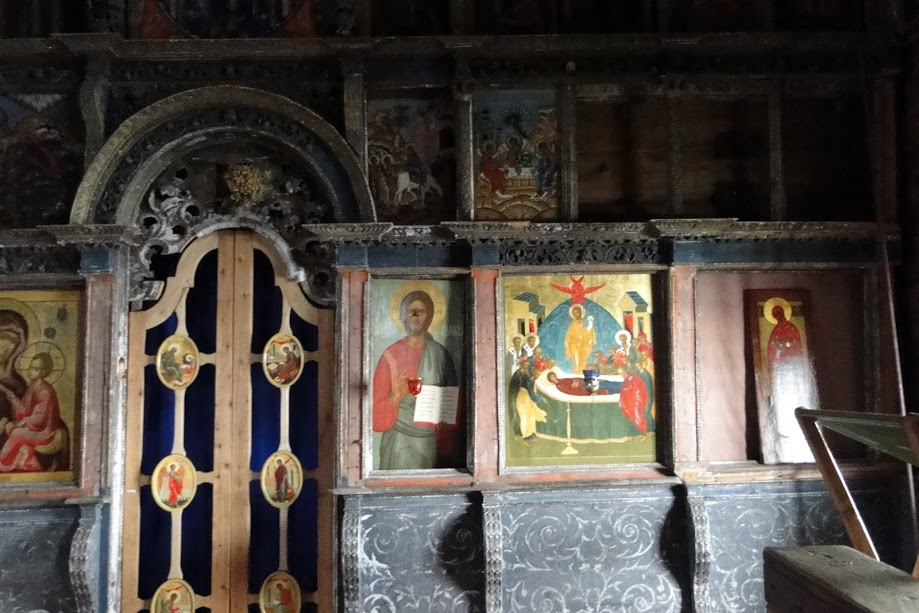
Деталь иконостаса

## Утраченные здания

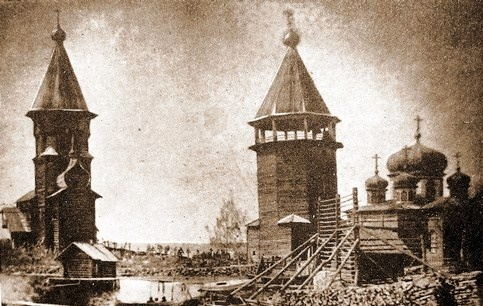
Успенская церковь, колокольня и зимняя церковь Рождества Богородицы в начале XX века

Рядом с Успенской церковью стояли ещё два деревянных здания, которые исчезли в советское время, — зимняя церковь Рождества Богородицы (1857) и шатровая колокольня (XVIII век).
В 1829—1831 годах, рядом с Успенской церковью на средства прихожан построена деревянная колокольня, а в 1857 году — зимняя церковь во имя Рождества Богородицы. Колокольня разобрана в 1930 году, а зимний храм — в 1960-е годы.

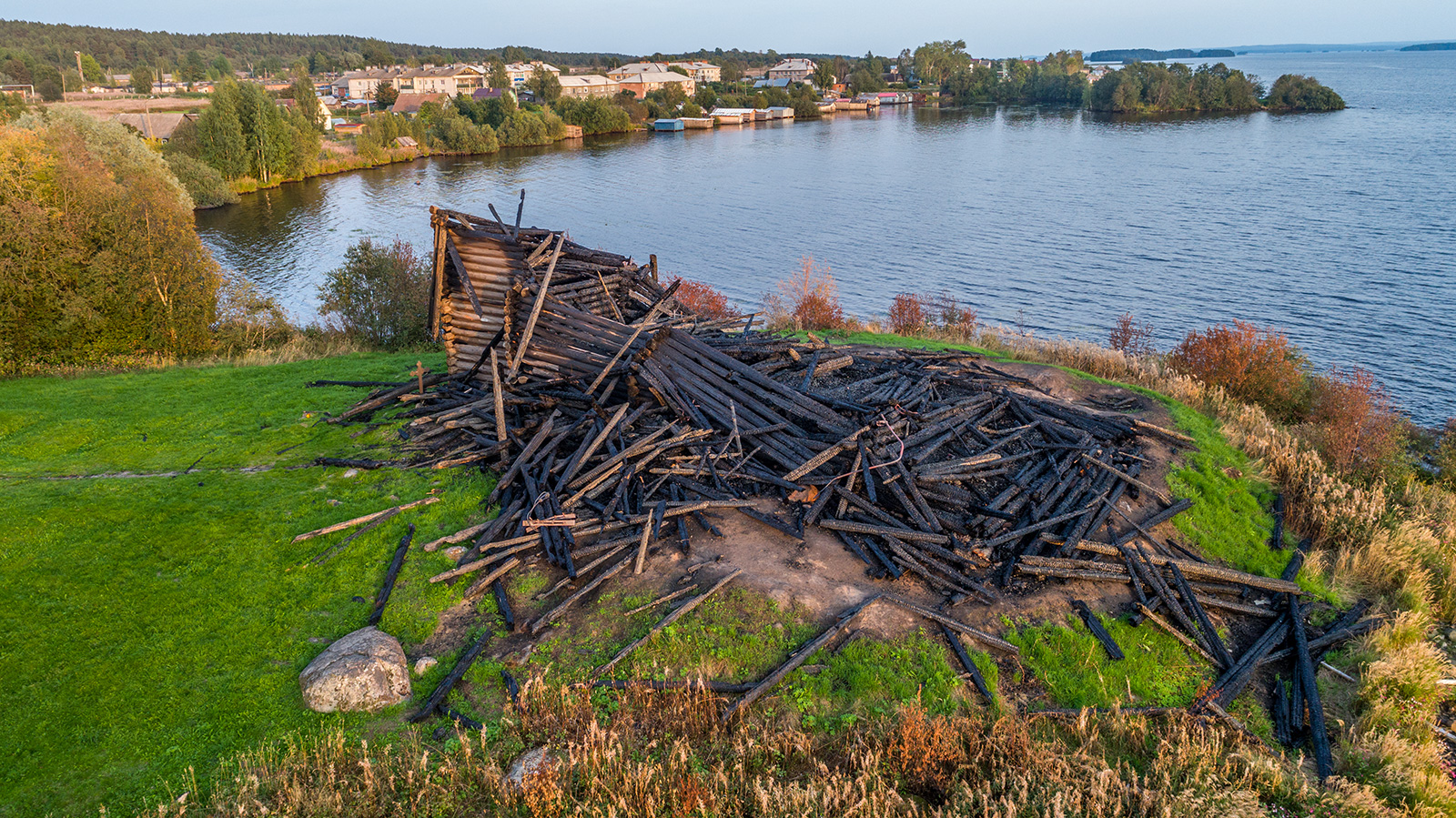
Пепелище на месте церкви

10 августа 2018 года Успенская церковь была полностью уничтожена пожаром, от неё остались лишь деревянные завалы. Предварительная причина происшествия — поджог. Вместе с памятником деревянного зодчества в огне погибли все иконы, среди которых были особо ценные. Не исключается восстановление памятника, поскольку на ближайшие годы его реставрация стояла в планах, в связи с чем были подготовлены все необходимые архивные данные и чертежи. По состоянию на май 2020 года подготовлен проект восстановления утраченной церкви, который одобрен специалистами по сохранению памятников деревянного зодчества и музеев под открытым небом и получил положительное заключение государственной историко-культурной экспертизы.
В июле 2022 года началось восстановление православного храма.

## Уголовное дело по факту уничтожения Успенской церкви
Следственным комитетом РФ по Республике Карелия 10 августа 2018 года принято к производству уголовное дело по факту уничтожения храма Успения Пресвятой Богородицы, возбужденное по ч. 1 ст. 243 УК РФ (уничтожение объекта культурного наследия), включённого в единый государственный реестр объектов культурного наследия (памятников истории и культуры) народов Российской Федерации, взятого под охрану государства.
По версии следствия, поджёг Успенскую церковь 15-летний подросток. Он помещён в центр временного содержания несовершеннолетних правонарушителей МВД по Республике Карелия. Для определения вменяемости несовершеннолетнего по делу назначена судебная психолого-психиатрическая стационарная экспертиза.
Кондопожский городской суд 24 июня 2019 года вынес постановление об освобождении несовершеннолетнего от уголовной ответственности за совершение общественно-опасного деяния, предусмотренного ч. 2 ст. 167 УК РФ (умышленное уничтожение чужого имущества, совершенное путем поджога), и применении к нему принудительных мер медицинского характера в виде принудительного лечения в медицинской организации, оказывающей психиатрическую помощь в стационарных условиях специализированного типа.

## Духовенство
- Настоятель храма — протоиерей Лев Большаков
- Священник Сергей Соболев
- Священник Алексей Шейкин
- Диакон Артур Арсентьев[20]